# Pingree (Dakota du Nord)
Pour les articles homonymes, voir Pingree.
La ville de Pingree est située dans le comté de Stutsman, dans l’État du Dakota du Nord, aux États-Unis. Sa population s’élevait à 60 habitants lors du recensement de 2010, estimée à 59 habitants en 2018.

## Histoire
Pingree a été fondée en 1882.

## Démographie
| 1920 | 1930 | 1940 | 1950 | 1960 | 1970 |
| ---- | ---- | ---- | ---- | ---- | ---- |
| 286  | 266  | 167  | 161  | 151  | 76   |

| 1980 | 1990 | 2000 | 2010 | - | - |
| ---- | ---- | ---- | ---- | - | - |
| 88   | 61   | 66   | 60   | - | - |

## Source
- (en) Cet article est partiellement ou en totalité issu de l’article de Wikipédia en anglais intitulé « Pingree, North Dakota » (voir la liste des auteurs).

1. ↑  (en) « Population and Housing Unit Estimates » (consulté le 22 juin 2019)
2. ↑  (en) Bureau du recensement des États-Unis, « Census of Population and Housing » [archive du 26 avril 2015] (consulté le 31 octobre 2013)
3. ↑  (en) « Population Estimates », Bureau du recensement des États-Unis (consulté le 22 juin 2019)
4. ↑  (en) « Statistiques des États-Unis - Dakota du nord - Profils des comtés de 2010 » (consulté en juin 2021)